# Candlestick Park
Candlestick Park (även kallad Candlestick eller The 'Stick) var en idrottsarena i San Francisco i Kalifornien i USA.
Arenan byggdes ursprungligen som hemmaarena för Major League Baseball-klubben San Francisco Giants, som spelade där från och med 1960 till och med 1999, varefter de flyttade in i Pacific Bell Park (numera kallad Oracle Park).
På denna Arena gjorde The Beatles sitt sista officiella framträdande, den 29 augusti 1966.
1971-2013 var arenan även hemmaarena för National Football League-klubben San Francisco 49ers. Klubben flyttade 2014 in i Levi's Stadium.
Arenan rivs under vintern 2014/2015 för att ge plats åt ett nytt köpcentrer.